# Pliosaurus

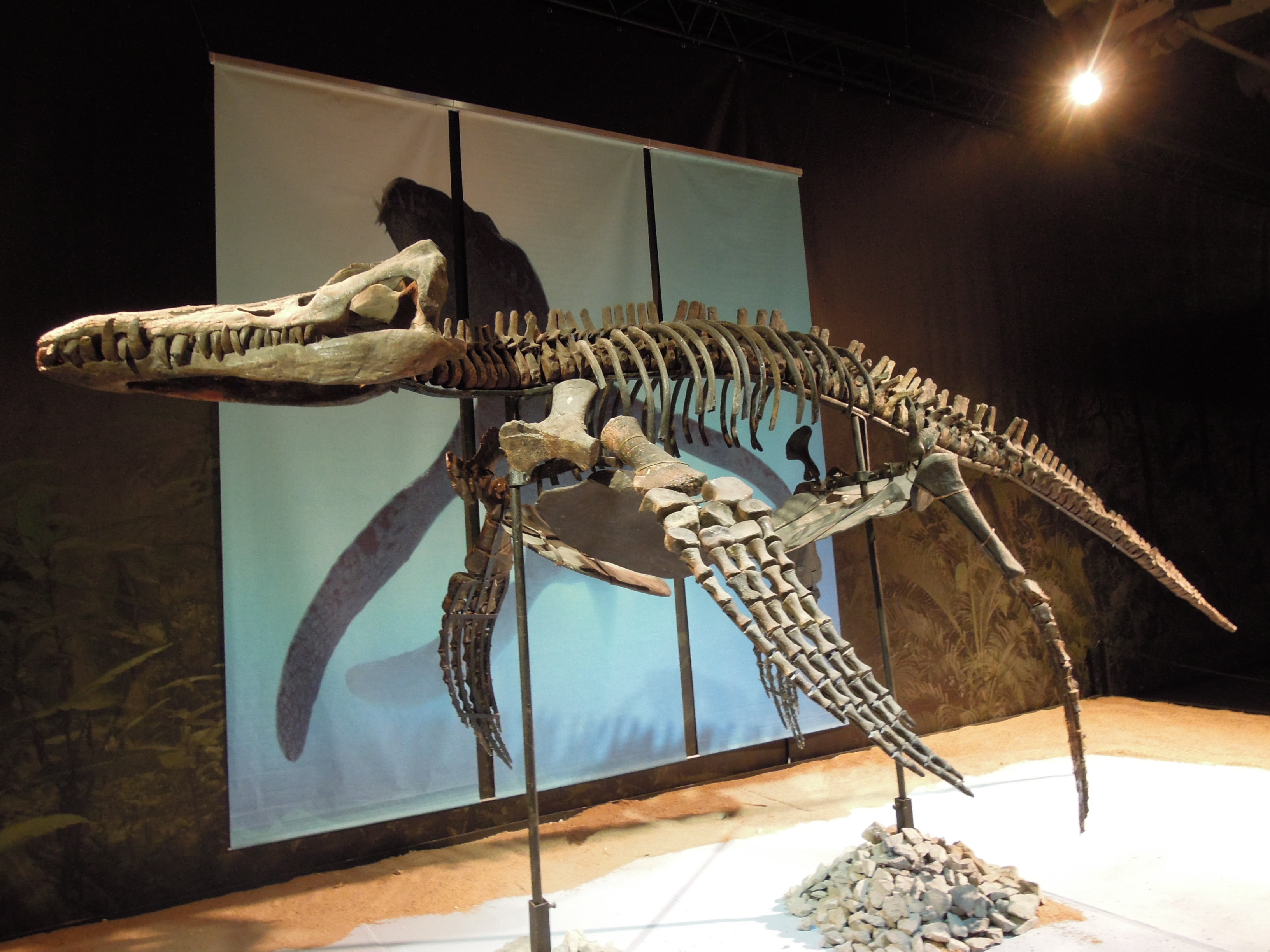
Esqueleto del Pliosaurus rossicus en Dinosaurium.

Pliosaurus (del griego "más cercano al lagarto"), o pliosaurio, es un género extinto de reptiles saurópsidos del suborden de los pliosauroides, que vivieron durante el Jurásico Superior, en lo que hoy es Europa y América del Sur. Eran gigantescos depredadores, que se alimentaban a base de peces, calamares, y otros reptiles marinos. A diferencia de otros pliosáuridos, Pliosaurus tenía dientes de aspecto triangular en corte transversal.

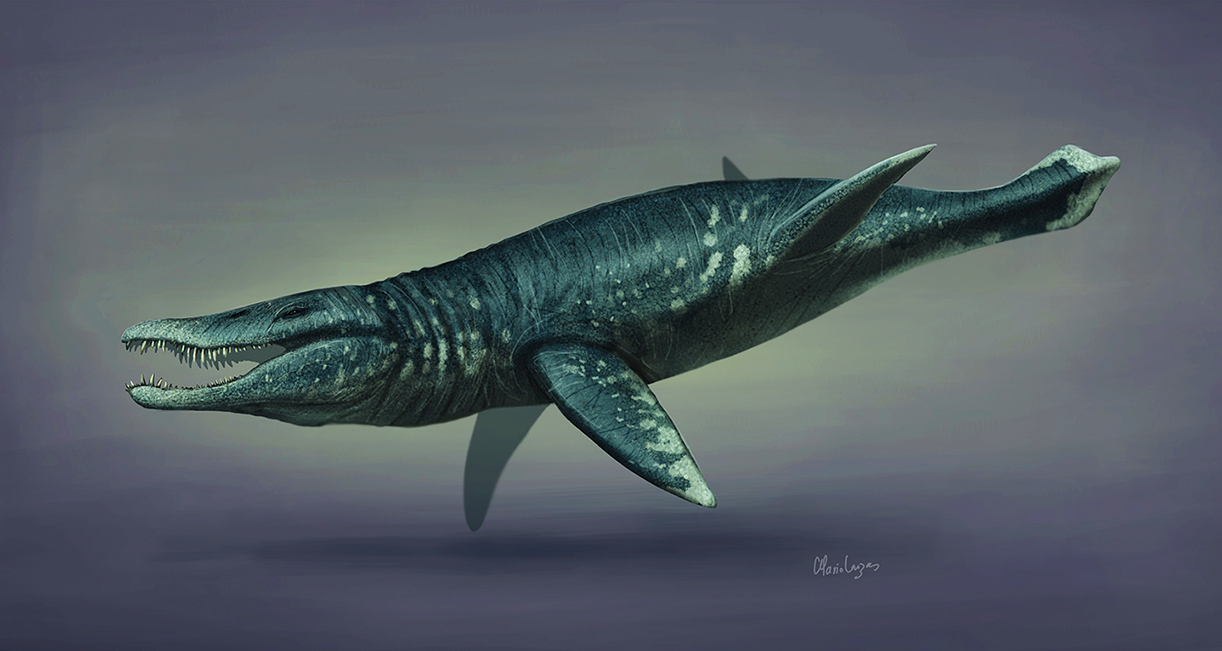
Pliosaurus restoration 2019

## Denominación
Para entender el significado del nombre Pliosaurus, se debe tener en cuenta que en el siglo XIX los estudiosos creían erróneamente que el proceso evolutivo de los reptiles terrestres a los acuáticos pasaba por los siguientes estadios sucesivos: los ictiosaurios ("lagartos pez"), los plesiosaurios ("cercanos a los lagartos") y los cocodrilos. Por tanto, cuando Richard Owen describió el espécimen tipo de Pliosaurus brachydeirus, él mostró que las características anatómicas de este eran más cercanas a las de los cocodrilos que las que tenía Plesiosaurus; de ahí que quisiera enfatizar esa supuesta relación en su nombre científico, que traduce "más cercano al lagarto". Sin embargo, el mismo Owen había usado un nombre similar como subgénero de Plesiosaurus, Pleiosaurus, para los plesiosaurios con las vértebras acortadas. Más tarde lo renombró como Pliosaurus sin explicar el cambio de nombre; debido a la confusión entre los especímes tipo de ambos, y como la primera referencia a especímenes fue de hecho a P. brachydeirus, Pleiosaurus no se considera como nombre válido.

## Descubrimiento y especies

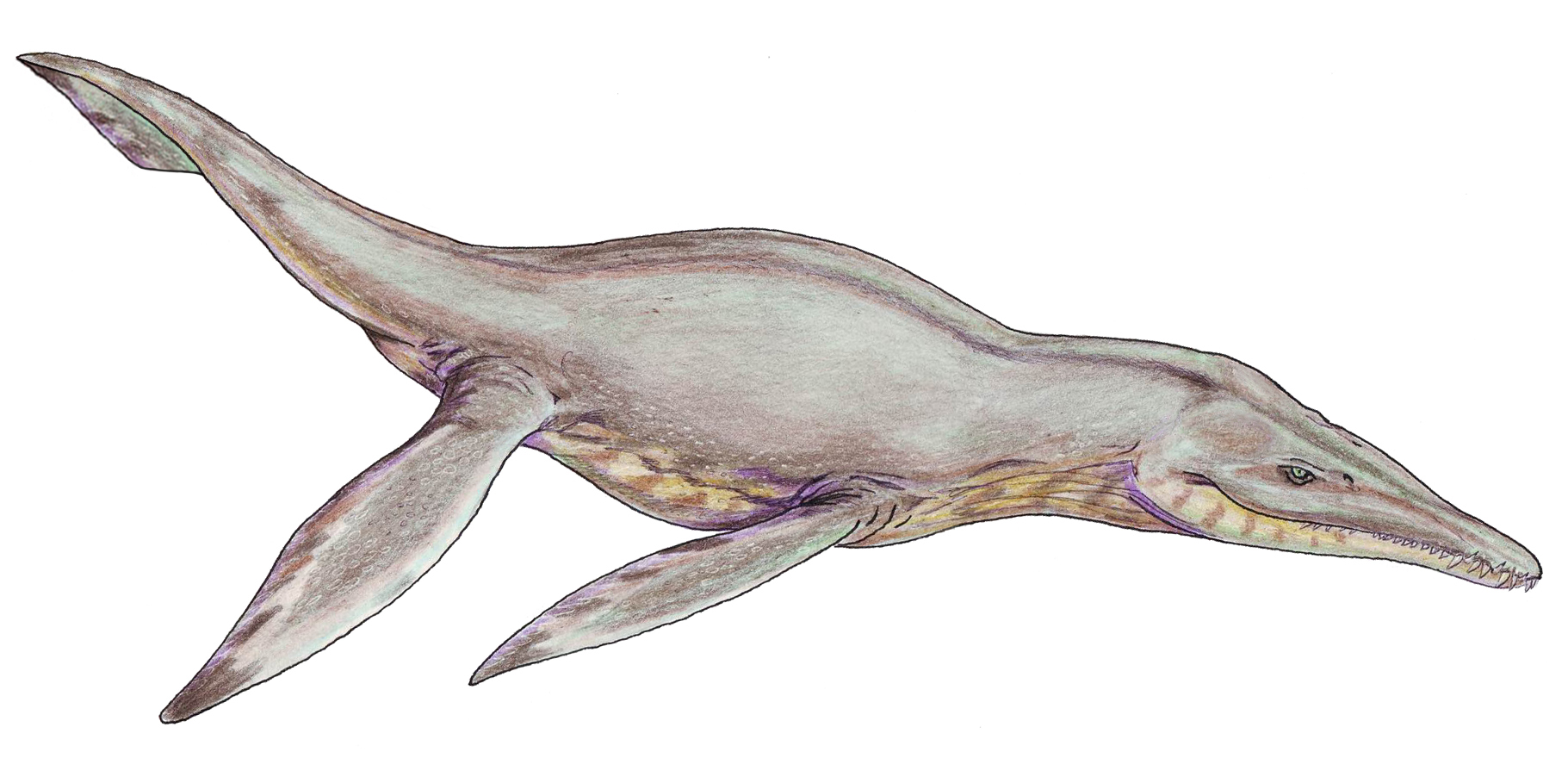
P. brachydeirus

Actualmente se reconocen entre cuatro a seis especies de Pliosaurus, cuatro de las cuales son conocidas de la Formación Kimmeridge Clay de Inglaterra. La validez de las especies citadas a continuación depende de los autores:
Pliosaurus brachydeirus, Pliosaurus brachyspondylus y Pliosaurus macromerus son conocidos del Kimmeridgiense de Inglaterra. Los restos de Pliosaurus brachydeirus fueron descubiertos en el sur de Inglaterra, y constituye la especie tipo de Pliosaurus. El nombre de esta especie significa "de cuello corto". Esto se debe al hecho de que Owen, al describir el género en 1841, comparó su constitución física con la de los típicos plesiosauros de cuello largo.
En cuanto a P. brachyspondylus, su nombre de especie significa "vértebra corta", debido a que su principal característica es el hecho de que las primeras vértebras cervicales son más cortas que las posteriores. Por tanto, el cuello era probablemente más corto que en las otras especies. Esto puede estar asociado con el hecho de tener una cabeza más grande. Owen describió a esta especie en 1839.
Pliosaurus macromerus (que significa "fémur grande") es conocido a partir de varios fósiles (incluyendo dientes de 10 centímetros, el cráneo, la mandíbula, y restos bien preservados del miembro posterior de dos metros de largo) que sugieren que era de gran tamaño. Sin embargo, su pertenencia al género Pliosaurus no es clara. Tarlo lo incluyó en un género separado, Stretosaurus debido a la constitución del hombro, aunque el hallazgo de un espécimen mejor preservado indicó que este era el ilion. La forma de este fue la base para asignar al animal al género Liopleurodon. No obstante, la forma de sus dientes indicaría que si pertenece a Pliosaurus.
La especie Pliosaurus andrewsi fue nombrada en honor del paleontólogo C.W. Andrews. De acuerdo con Martilla constituye una forma grande del género Peloneustes, y según Knutsen (2012) no hay razón para clasificarlo dentro del género Pliosaurus.
Pliosaurus portentificus procede de finales del Kimmeridgiense de Inglaterra. Es considerado por Knutsen (2012) como un nomen dubium, dado que su espécimen holotipo muy probablemente pertenece a un individuo juvenil de alguna de las otras especies de Pliosaurus
Pliosaurus rossicus es un pliosaurio relativamente pequeño conocido a partir de dos especímenes descubiertos en Chuvashia, Rusia. Knutsen (2012) lo retuvo provisionalmente como una especie separada, pero subrayó que se necesitan exámenes adicionales para determinar si P. rossicus es ciertamente un taxón separado o meramente un sinónimo más moderno de Pliosaurus macromerus. Esta especie fue descrita en 1948 como una especie de Pliosaurus; y fue más adelante convertida en la especie tipo del género Strongylokroptaphus, y posteriormente asignado al género Liopleurodon antes de ser nuevamente asignado al género Pliosaurus por Knutsen (2012).

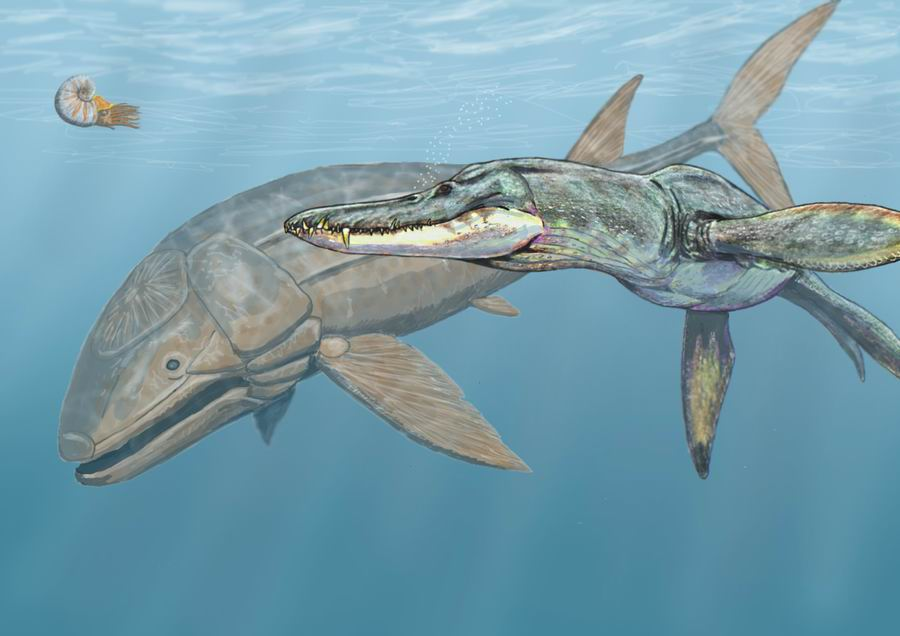
P. rossicus (derecha) acosando a Leedsichthys problematicus

La especie Pliosaurus funkei, fue conocida anteriormente con el sobrenombre de Depredador X cuando era apenas referido como un pliosaurio depredador marino extinto de gran talla. En marzo de 2009 el Museo de Historia Natural de Oslo anunció el descubrimiento del fósil de una criatura posiblemente perteneciente al género Pliosaurus, que se estimó medía más de 15 metros, y pesaba una 45 toneladas, con lo que sería el mayor depredador de la historia, aunque su tamaño es comparativamente menor que el de algunas estimaciones del Carcharodon megalodon, el tiburón blanco con dientes gigantes, aunque estas varían notablemente, con un largo comprendido entre los 12 y 20 metros, y masas corporales de hasta 77 toneladas, Los investigadores encargados de estudiarlo han declarado que su anatomía y su estrategia de caza lo convierten en [...] el animal más peligroso de todos los mares. Los restos de la criatura, que vivió hace unos 147 millones de años, son exhibidos en el Museo de Historia Natural de Oslo.
Los restos del depredador fueron descubiertos en el permafrost en Svalbard, Noruega, en junio de 2006, y finalmente excavados a mediados de 2008, durante el verano boreal, por un equipo noruego liderado por Jørn Hurum. El equipo encontró 20.000 fragmentos del esqueleto de la criatura, los cuales están siendo ensamblados en el Museo de Historia Natural de la Universidad de Oslo. Debido al patrón de distribución de los pliosaurios se cree que tenían distribución cosmopolita, como las ballenas actuales.

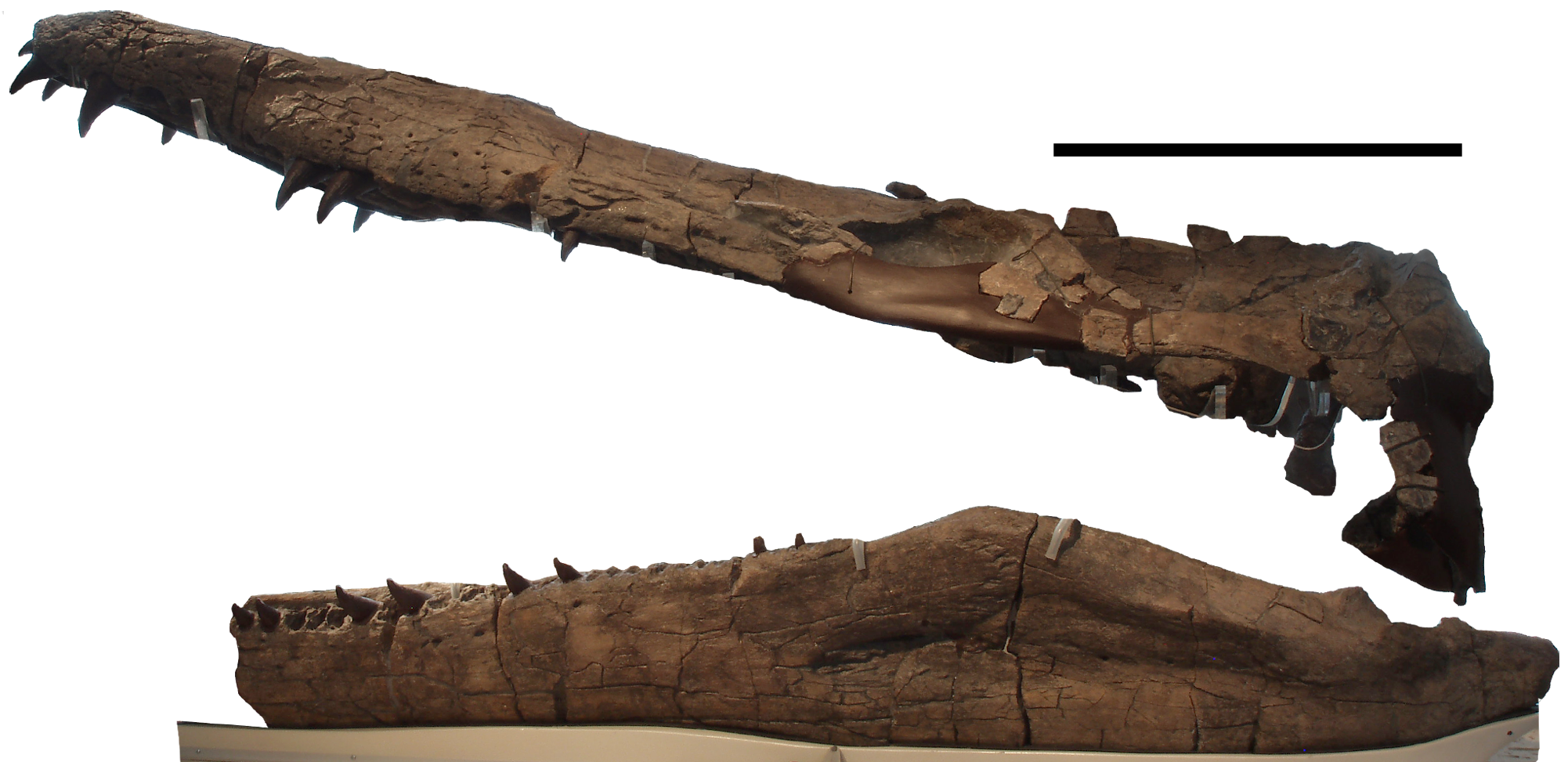
Cráneo de P. kevani

Usando a Liopleurodon, otro pliosáurido grande como guía, se estimó que la criatura medía 15 metros de largo, poseía dientes de más de 30 cm de largo, y pudo haber pesado unas 45 toneladas, y que debió de haber poseído un cerebro pequeño, proporcionalmente similar al de los actuales tiburones blancos. Su mandíbula, de más de 3 metros de largo, puede haber ejercido más presión que la de cualquier otro animal conocido, 10 veces más que cualquier animal actual, e incluso 4 veces más que el de Tyrannosaurus rex. Análisis de los huesos de las cuatro aletas sugieren que el animal nadaba usando solo sus dos aletas anteriores, usando el par posterior solo cuando necesitaba un empuje adicional para perseguir y capturar a sus presas. El escrutinio de los fósiles del espécimen de Svalbard reveló que no era tan grande como se afirmó en un principio; la longitud total estimada se ha revisado llegando a un rango de 10.0 - 12.8 metros.